# Ricardo Pérez Flores
Ricardo Pérez Flores (Guadalajara, Jalisco; 19 de mayo de 1958), más conocido como el Snoopy Pérez, es un futbolista mexicano retirado que jugaba en la posición de delantero. Actuó en el profesionalismo entre 1975 y 1991, surgiendo de las fuerzas básicas del Club Deportivo Guadalajara.
Llegó a las inferiores de Chivas a los 14 años de edad, después de ser llamado por Jesús "Chuco" Ponce quien lo observó en algunos torneos desarrollados en el barrio del "Retiro", de donde Ricardo Pérez es originario.
Al ingresar a la institución, fue inscrito en la categoría "Piloto", pero por su corta edad fue posicionado en las categorías juveniles. Después de dos años en ellas, debuta a los 16 años de edad, en la temporada 1975-76 en un partido que el Guadalajara perdió por marcador de 4-0 ante el equipo de Pumas de la UNAM.
Participó en el Guadalajara durante 12 temporadas, en las que consiguió 45 goles y destacando por la cantidad de penales que provocó, siendo un total de 67 ocasiones en las que generó un tiro penal para sus equipos.
En el año de 1985 pasa a las filas de la Universidad de Guadalajara, donde se mantuvo hasta 1988, para después ir a probar suerte a las ligas norteamericanas de fútbol en el estado de California. Regresó a México para jugar con el Irapuato, equipo con el cual culminó su carrera en el año de 1991.
En la actualidad, ha tenido participaciones como colaborador en programas deportivos en estaciones de radio en la Ciudad de Guadalajara y tiene un negocio de autobuses de turismo. 